# Just de Gant
Just de Gant (o Joos van Wassenhove), Justus o Jodocus de Ghent, o Giusto da Guanto (?, circa. 1435-40 - ?, circa 1480) fou un pintor del grup dels primitius flamencs que posteriorment va treballar a Itàlia.
Tot i no existir informacions contrastades de la seva biografia, els historiadors coincideixen en afirmar que Just de Gant va néixer entre 1435 i 1440. Va esdevenir mestre d'Anvers el 1460 i membre del gremi de pintors de Sant Lluc de Gant el 1464 i va fer de patró de Hugo van der Goes en l'accés d'aquest a la institució.
Tot i que Vasari i Guicciardini l'anomenaven Giusto da Guanto, no s'han trobat proves que confirmin el seu origen a la ciutat de Gant. Els analistes flamencs del segle xvi varen remarcar les limitades fonts de Vasari i identifiquen un Jodocus com a alumne d'Hubert van Eyck.

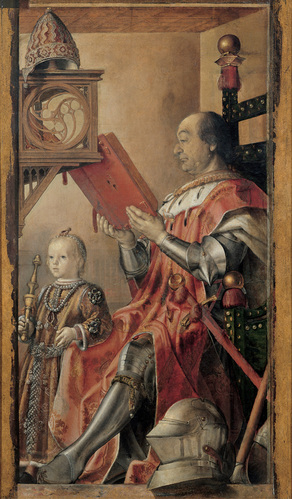
Federico da Montefeltro i el seu fill, Guidobaldo atribuït a Pedro Berruguete

El 1465 Just de Gant es va traslladar a Itàlia per a pintar la Comunió dels Apòstols per a la Fraternitat del Corpus Christi amb finançament de Federico da Montefeltro, el culte humanista duc d'Urbino que apareix dins la pintura. Es tracta d'un oli sobre fusta esmentat per l'historiador Vasari que actualment està a la Galleria Nazionale delle Marche a Urbino. La predel·la d'aquest retaule és obra de Paolo Uccellode 1467.

El 1473 Federico da Montefeltro es va construir un gran palau obra de l'arquitecte dàlmata Luciano da Laurana en el que havien col·laborat els millors artistes de l'època. Al pis superior el duc es va dissenyar el seu estudi on allunyar-se del "soroll de la cort" i poder meditar. El duc, influït per Vespasian un llibreter florentí, volia que fos decorada amb pintures a l'oli i cap pintor italià de l'època disposava dels coneixements tècnics. Just de Gant, coneixedor de la tècnica, va rebre l'encàrrec de pintar vint-i-vuit retrats de personatges il·lustres: filòsofs, poetes i metges de Roma i Grècia. Aquestes obres es troben actualment repartides entre el Louvre i a la Galleria Nazionale delle Marche a Urbino. L'artista va comptar amb altres artistes italians i espanyols al seu taller, entre els que figurava Pedro Berruguete, motiu pel qual algunes obres són atribuïdes a aquest pintor.
D'aquesta curiosa producció es pot veure que Just de Gant, lluny de ser un alumne d'Hubert Van Eyck, ha d'haver estat format amb un mestre posterior, possiblement Dieric Bouts o Hugo van der Goes.
Com a compositor i dibuixant Just no destaca entre els pintors més coneguts dels primitius flamencs, encara que els seus retrats són bons, les seves figures ideals no es destaquen per la subtilesa de caràcter i d'expressió. Tècnicament, el seu nivell és comparable al de Geertgen Tot Sint Jans, les pintures més famoses del qual es conserven al Kunsthistorisches Museum a Viena.

Encara que hi ha divergències notables entre aquestes pintures i la Comunió dels Apòstols. Tanmateix, és possible que Giusto podria haver estat capaç, després d'un cert temps, per temperar el seu estil flamenc estudiant les obres mestres de Raffaello Sanzio i Melozzo da Forlì, i així adquirir un estil mixt de flamencs i italians tal com es mostra en aquests retrats. Aquesta afirmació podria justificar que els flamencs, amb un cert orgull, expliquen que Rafael no tan sols admirava aquests treballs, sinó que els va copiar al llibre d'esbossos que és ara a l'Acadèmia Veneciana. No hi ha cap camp per suposar que Giusto da Guanto sigui Justus d'Allamagna qui va pintar l'Anunciació (1451) en els claustres de Santa Maria di Castello a Gènova. El dibuix i coloració d'aquesta pintura de paret mostra que Justus d'Allamagna era segurament un nadiu d'Alemanya del Sud mentre que el seu homònim a Urbino era nascut a Holanda.

## Obra
| Quadre                | Títol | Data     | Mida. Material               | Localització                             |
| --------------------- | --- | -------- | ---------------------------- | ---------------------------------------- |
| Calvari               | Calvari | ca. 1464 | oli sobre taula 216×331,5 cm | Catedral de Sant Bavó (Gant)             |
| Comunió dels Apòstols | Comunió dels Apòstols | ca. 1474 | oli sobre taula 238x320 cm   | Galleria Nazionale delle Marche (Urbino) |
| Sant Jeroni           | Sant Jeroni | ca. 1475 | oli sobre taula 117x68 cm    | Museu del Louvre                         |
| La Música             | La Música de la sèrie Set Arts Liberals. L'home jove podria ser Constanzo Sforza. D'aquesta sèrie, es varen perdre la "Gramàtica" i l'"Astronomia" a Berlín durant el 1945. | 1474     |                              | National Gallery de Londres              |
| La Retòrica           | La Retòrica de la sèrie Set Arts Liberals. L'home representat podria ser Guidobaldo, el fill de Federico da Montefeltro.                                                    | 1474     |                              | National Gallery de Londres              |

- Adoració dels Mags